# Drinkin' and Courtin'
Drinkin' and Courtin' è un album in studio del gruppo musicale irlandese The Dubliners, pubblicato nel 1968.

## Tracce
Lato A
1. Dirty Old Town – 2:50 (Ewan MacColl)
2. Quare Bungle Rye – 2:31 (Tradizionale; arrangiamento The Dubliners)
3. Peggy Gordon – 3:23 (Tradizionale; arrangiamento The Dubliners)
4. Rattling Roaring Willie – 1:47 (Tradizionale; arrangiamento The Dubliners)
5. Carolan Concerto – 1:31 (Tradizionale; arrangiamento The Dubliners)
6. The Herring – 4:48 (Tradizionale; arrangiamento The Dubliners)
7. The Parting Glass – 2:25 (Tradizionale; arrangiamento The Dubliners)

Durata totale: 19:15
Lato B
1. Maids, When You're Young, Never Wed an Old Man – 3:25 (Tradizionale; arrangiamento The Dubliners)
2. Gentleman Soldier – 2:05 (Tradizionale; arrangiamento The Dubliners)
3. Hand Me Down Me Petticoat – 2:42 (Dominic Behan)
4. Donkey Reel – 1:38 (Tradizionale; arrangiamento The Dubliners)
5. I Know My Love – 2:49 (Tradizionale; arrangiamento The Dubliners)
6. Mrs. McGrath – 2:16 (Tradizionale; arrangiamento Dominic Behan)
7. Maid of the Sweet Brown Knowe – 2:01 (Tradizionale; arrangiamento The Dubliners)
8. My Little Son – 3:17 (Tradizionale; arrangiamento The Dubliners)

Durata totale: 20:13

## Formazione
- Ronnie Drew - voce, chitarra
- Luke Kelly - voce, banjo a 5 corde
- Barney McKenna - banjo tenore, mandolino
- Ciarán Bourke - tin whistle, armonica, chitarra, voce
- John Sheahan - fiddle, tin whistle, mandolino[1]